# Micropholcomma
Micropholcomma es un género de arañas araneomorfas de la familia Micropholcommatidae. Se encuentra en Australia.

## Lista de especies
Según The World Spider Catalog 12.0:
- Micropholcomma bryophilum (Butler, 1932)
- Micropholcomma caeligenum Crosby & Bishop, 1927
- Micropholcomma junee Rix & Harvey, 2010
- Micropholcomma linnaei Rix, 2008
- Micropholcomma longissimum (Butler, 1932)
- Micropholcomma mirum Hickman, 1944
- Micropholcomma parmatum Hickman, 1944
- Micropholcomma turbans Hickman, 1981